# St. Martin (Feldkirch)

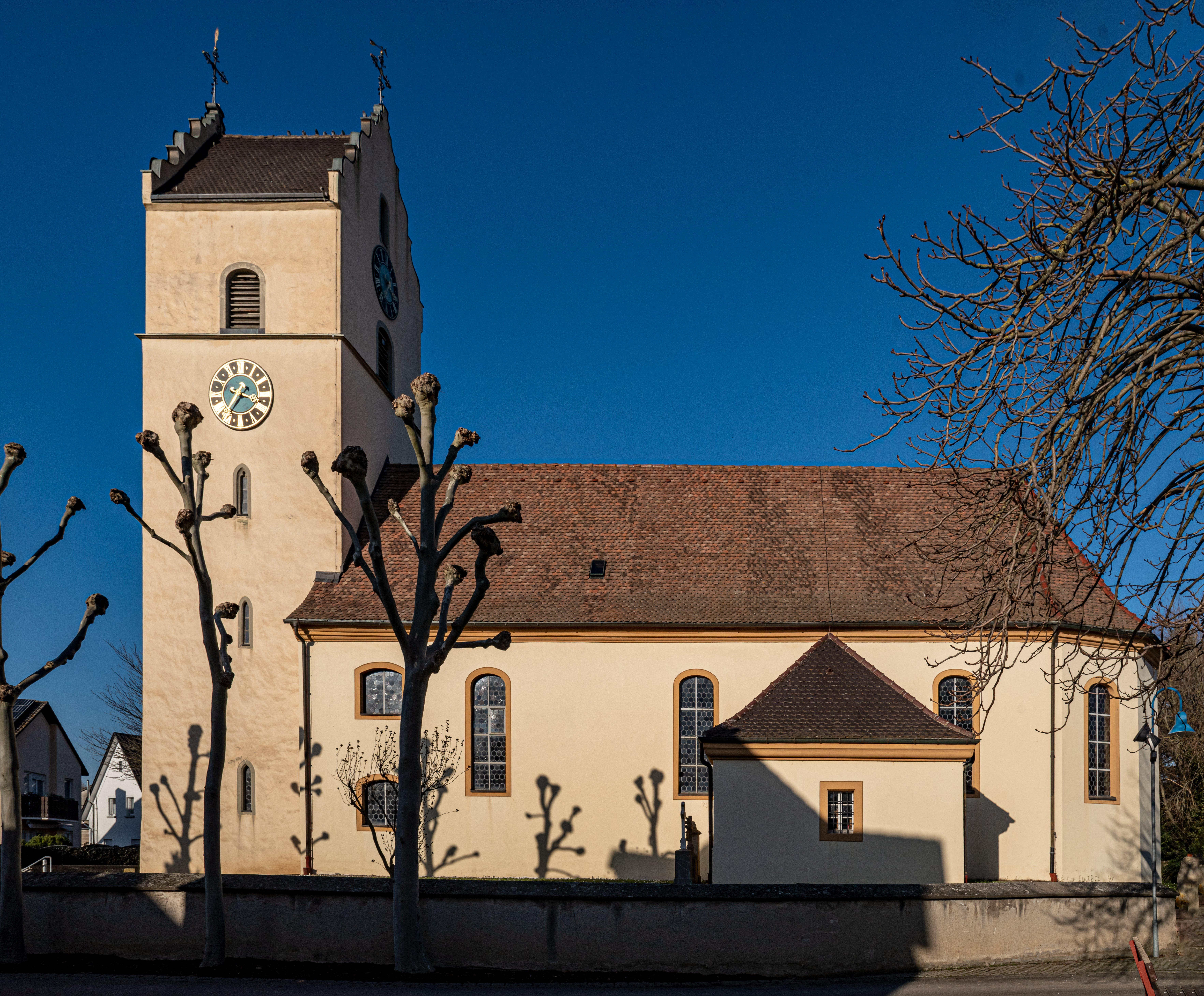
Pfarrkirche St. Martin, Feldkirch

St. Martin ist die römisch-katholische Pfarrkirche von Feldkirch, durch Eingemeindung 1974 Teil der Gemeinde Hartheim am Rhein. Die Pfarrgemeinde Feldkirch ist eine der acht Pfarrgemeinden in der 2015 begründeten Seelsorgeeinheit Bad Krozingen-Hartheim.

## Kirchengeschichte
Im Breisgau gibt es verschiedene „-kirch“-Orte, die entweder nach ihrem Besitzer oder nach ihrer Lage („Feld“) benannt sind. Sie wurden durch die Franken gegründet, nachdem diese 742–746 die Herrschaft von den Alamannen übernommen hatten. So spricht für eine planmäßige Anlage von Feldkirch die Lage der Kirche, auf die alle Wege aus den umliegenden Orten hinführen. Als „Veltchilcha“ wird das Dorf zuerst 1160 im Rotulus Sanpetrinus erwähnt – der Ort leitet seinen Namen von der Kirche (chilcha) auf dem freien Feld (velt) her.
Die erste Erwähnung als Pfarrei datiert von 1264, als S. de Windegge als rector in Feldkilch genannt wird, also als „Pfarrherr“. Die Kirche ist dem heiligen Martin gewidmet. Martinskirchen lassen meist auf eine frühe Christianisierung und eine mögliche Mutterkirche schließen. Tatsächlich erwähnt das Kirchenregister von 1360/1370 die Feldkirche als Mutterkirche mit den Filialen Hartheim (1910 zur selbstständigen Pfarrei erhoben) und Hausen (1988, immer noch als Filialkirche, zur Pfarrei Bad Krozingen).
2001 wurde eine Seelsorgeeinheit Hartheim begründet, der neben Bremgarten auch die ursprüngliche Pfarrei Feldkirch angehörte. Nachdem seit 2010 der Pfarrer der Seelsorgeeinheit Bad Krozingen auch Hartheim betreut hatte, kam es 2015 zu der Vereinigung beider Seelsorgeeinheiten.

## Baugeschichte
„Lediglich die wissenschaftliche Forschung beweist das Bestehen der fränkischen Kirche im 8. Jahrhundert.“ Der Turm, ein ehemaliger Wehrturm, soll 750 worden erbaut sein. Auch die bei der Anlage einer Außendrainage freigelegten Grundmauern lassen auf einen mittelalterlichen Ursprung der Kirche schließen.
Von der gotischen Kirche ist nur der Turm erhalten. Das Kirchenschiff und der Chor wurden nach einem Brand im Dreißigjährigen Krieg, dessen Spuren bei einer Restaurierung 1961 entdeckt wurden, 1650/1660 behelfsmäßig erneuert und 1748/1749 unter Pfarrer Friedrich Krayser umgebaut und vergrößert. Der durch Blitzeinschlag beschädigte Turm erhielt die barocken Giebel, während die großen Ausblicke nach Norden und Süden, die den Charakter eines Wehrturms betont hatten, teilweise zugemauert wurden. 1934 erhielt das Gebäude auf der Nordseite einen zweigeschossigen Anbau zur Aufnahme der neuen Orgel. Die letzte Renovierung erfolgte 1997.

## Gebäude

### Außen

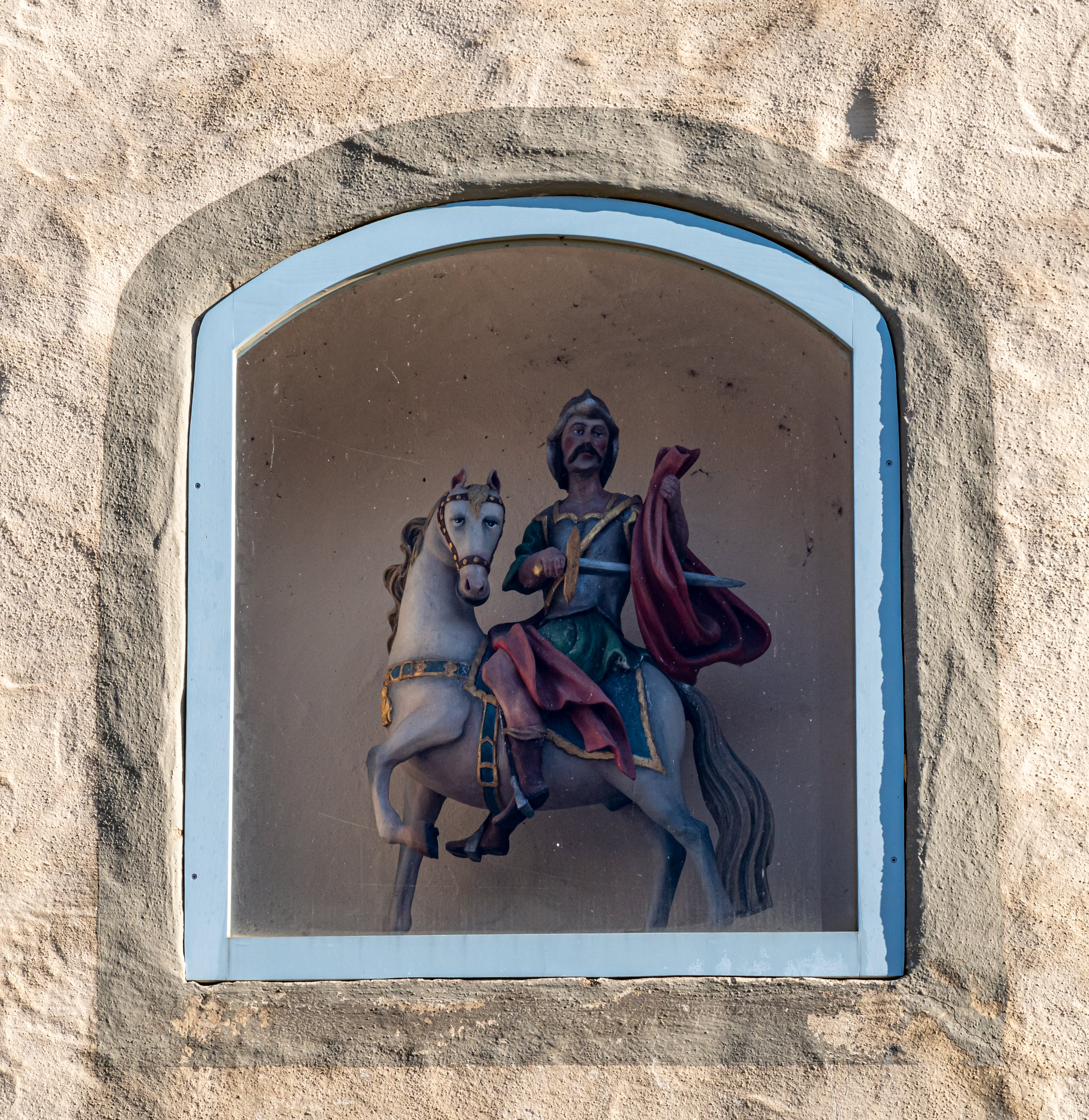
St. Martin

Die Kirche ist geostet. Der viergeschossige Turm ist leicht in die Westfassade eingestellt. Wie das Kirchenschiff trägt er ein Satteldach, das von den im 18. Jahrhundert errichteten, mit Schweifungen versehenen Giebeln überragt wird, die von einem Kreuz gekrönt werden. Die Nord- und Ostseite haben je ein schmales, spitzbogiges Fenster, während die Südseite drei übereinander zeigt. Über einem Gurtgesims befindet sich das Glockengeschoss mit je einer rundbogigen Klangarkade; lediglich die Ostseite wird durch ein Paar davon betont. Zifferblätter der Turmuhr sind auf allen vier Seiten des Turmes zu sehen, auf der West- und Ostseite im Giebelbereich oberhalb der Klangarkaden, auf der Nord- und Südseite unterhalb des Gurtgesimses.
Im Turm hängen drei Kirchenglocken:
| Glocke | Gießer                 | Gussjahr | Durchmesser | Gewicht | Schlagton |
| ------ | ---------------------- | -------- | ----------- | ------- | --------- |
| 1      | H. Kurtz, Stuttgart    | 1951     | 700 mm      | 230 kg  | cis″+3    |
| 2      | H. Kurtz, Stuttgart    | 1951     | 590 mm      | 135 kg  | e″+4      |
| 3      | H. H. Weitnauer, Basel | 1725     | 520 mm      | 085 kg  | fis″+3    |

Der Eingang führt durch die Mitte des Turms. Über dem Portal befindet sich eine Nische mit dem heiligen Martin auf einem Pferd, eine hölzerne Skulptur aus dem 18./19. Jahrhundert mit neuer Fassung. An der Südseite steht zwischen Kirchenschiff und Chor ein Sakristeianbau mit Walmdach.

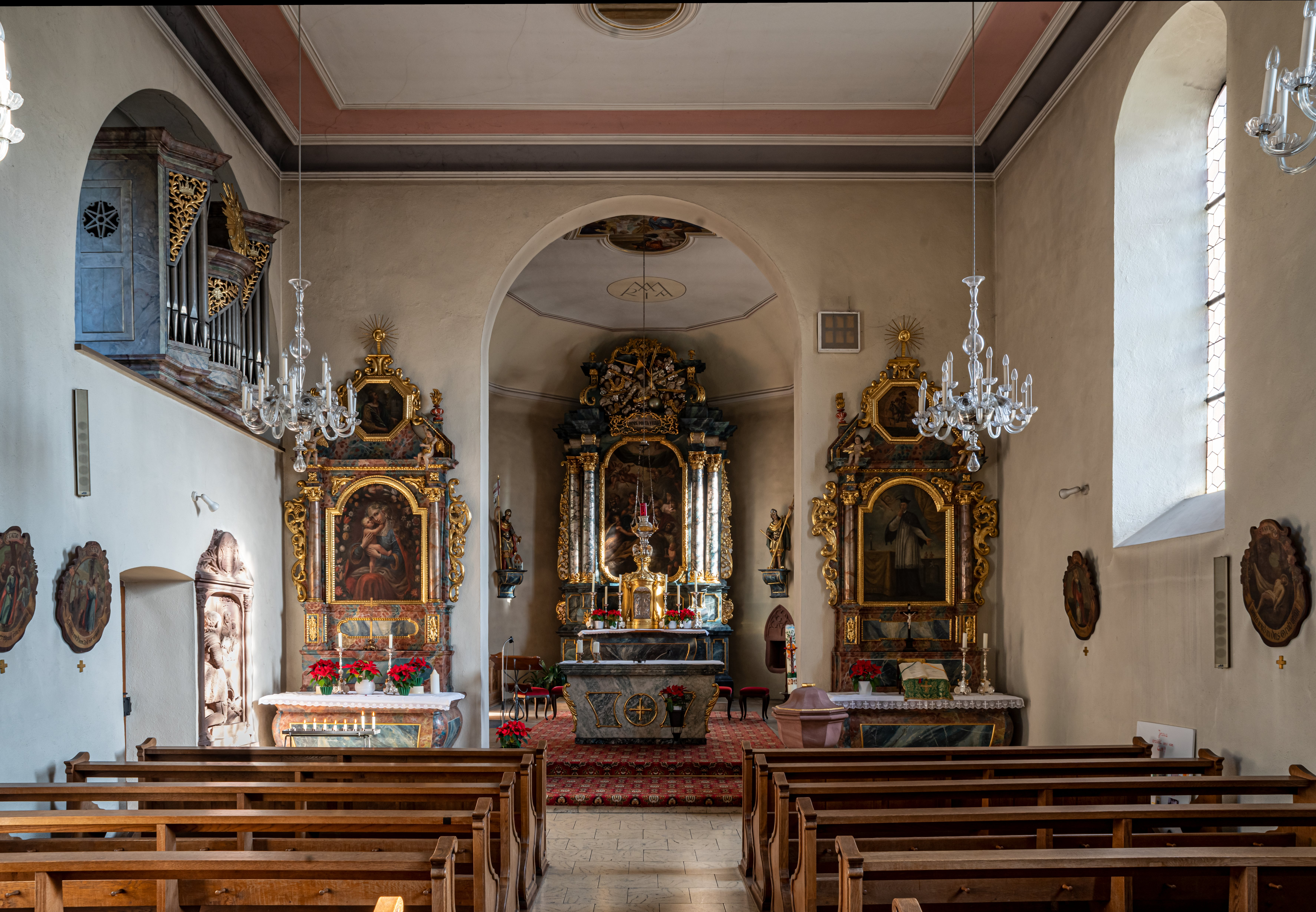
Der Blick in den Chor

### Innen

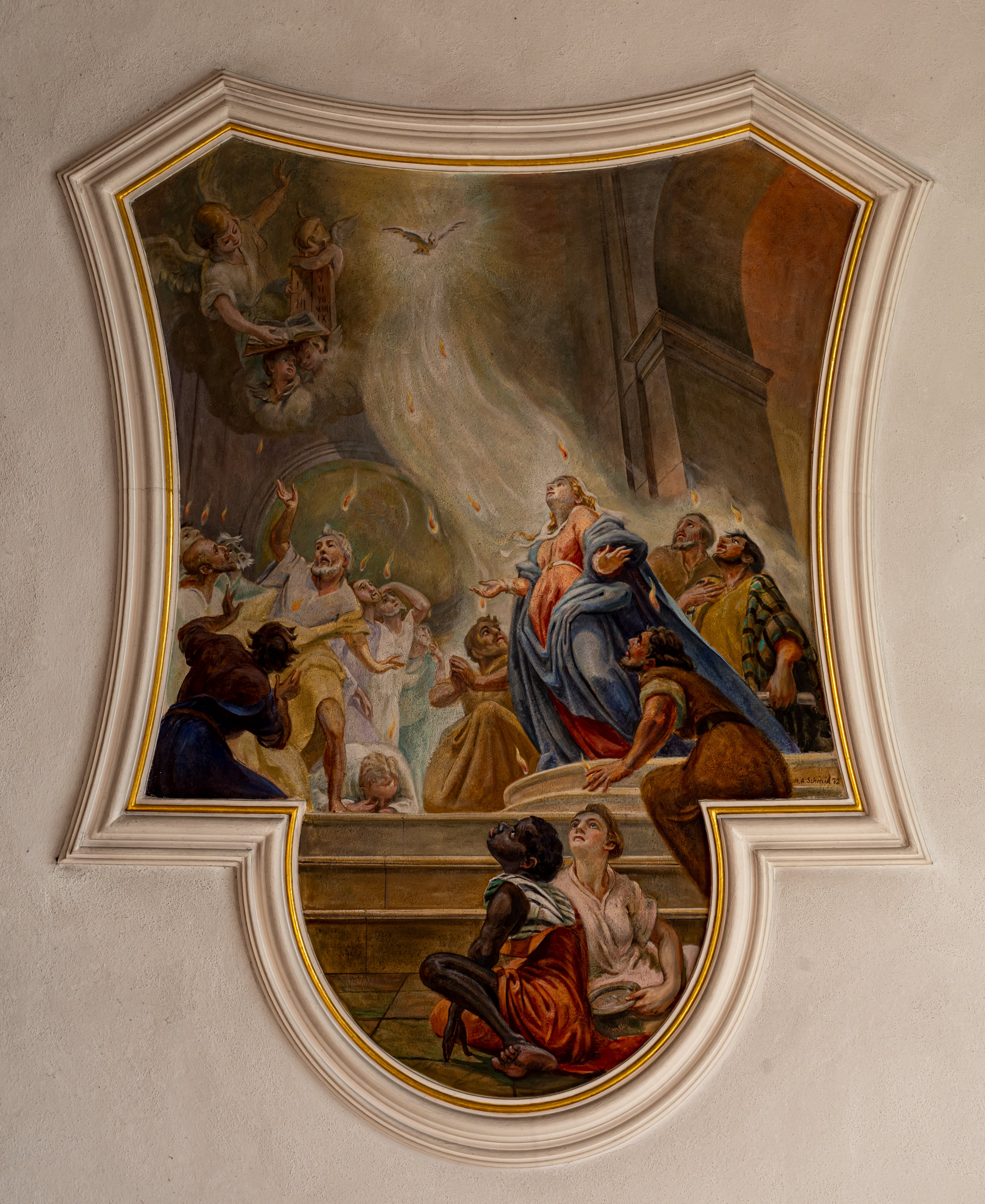
Deckenfresko mit dem Pfingstwunder

Die Turmvorhalle hat ein Kreuzrippengewölbe, während das Kirchenschiff flach gedeckt ist. Es hat, wie auch der dreiseitig geschlossene Chor, unregelmäßig angeordnete stichbogige Fenster. An die Saalkirche schließt sich der Chor hinter einem rundbogigen Triumphbogen an. In diesem befindet sich eine gotische Sakramentsnische, die von einer spitzbogigen Maßwerkplatte bekrönt war, die bei der letzten Renovierung unter dem Putz entdeckt und an die südöstliche Chorseite versetzt worden ist. Im Westen steht eine Empore auf hölzernen Rundstützen mit Profilierungen. Sie hat ein Deckengemälde von Manfred A. Schmid. Im Bereich der Empore finden sich zwei kleine stichbogige Fenster übereinander.
„Die Deckenfresken stammen von Johann Burghart aus Feldkirch nach der Renovierung im Jahre 1961.“ Im Kirchenschiff zeigen sie Szenen aus dem Leben des heiligen Martin, die Mantelspende, hinter dem Triumphbogen ist „in einer atemberaubenden Treppenuntersicht-Architektur […], kurz nachdem man den Chor betreten hat, das Pfingstwunder zu sehen.“

## Ausstattung
Die Ausstattung der Kirche ist überwiegend barock. Der Hochaltar mit doppelter Säulenstellung stammt aus der Zeit um 1750. Im Aufsatz zeigt er eine Halbfigur Gottvaters, umgeben von Wolken und Puttenköpfen. Im Gemälde ist „das seltene Thema, der Tod Josephs, […] in einer schwungvollen Komposition dargestellt. Vieles deutet auf eine italienisch geschulte süddeutsche Schule, etwa in der Art der Nachfolge von Adam Elsheimer.“
Die zwei Seitenaltäre vom Ende des 17. Jahrhunderts haben einen Aufbau mit einfacher Säulenstellung und an den Seiten durchbrochene Ranken. Sie werden von einem Sprenggiebel mit achteckigem Oberbild und zwei Putten bekrönt. Im linken Altar zeigen das Hauptbild eine sitzende Madonna mit Kind, von Rosen umrahmt, möglicherweise nach einem Vorbild des 16. Jahrhunderts, und das Oberbild aus dem 18. Jahrhundert die heilige Cäcilia. Im rechten Altar ist im Hauptbild der heilige Nepomuk zu sehen, „um 1660. Der Heilige führt die rechte Hand an den Mund – Zeichen seiner standhaften Weigerung, das Beichtgeheimnis zu brechen. Ein Engel hält den Märtyrerkranz über sein Haupt. Sein Martyrium im Hintergrund: Folter und Ertränken – er wird von der Brücke in die Moldau gestoßen“. Das Oberbild mit dem heiligen Martin ist vielleicht älter.
Im Chor stehen hölzerne, neu gefasste Skulpturen der heiligen Martin, Florian, Sebastian und Barbara aus dem 18. Jahrhundert, die ohne weiteren Nachweis Franz Anton Xaver Hauser zugeschrieben worden sind.

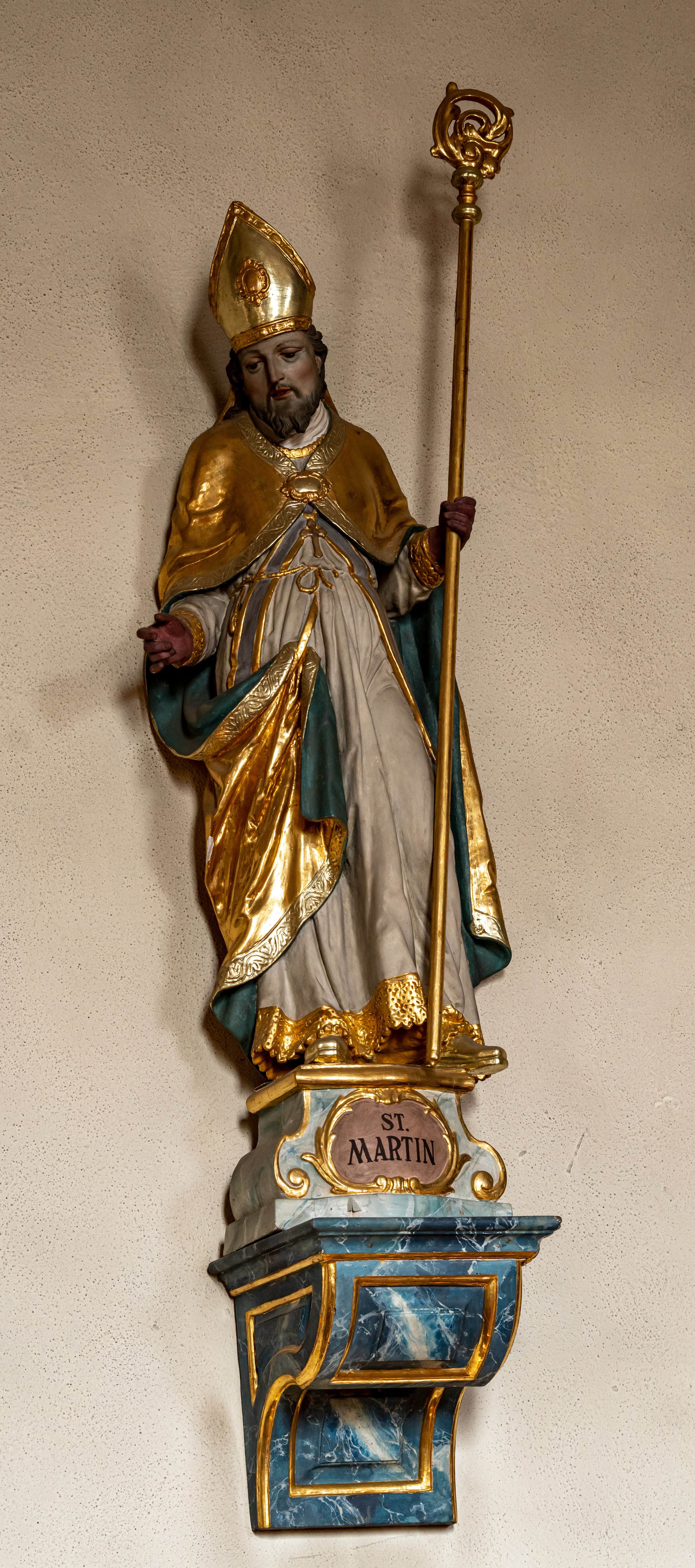
St. Martin
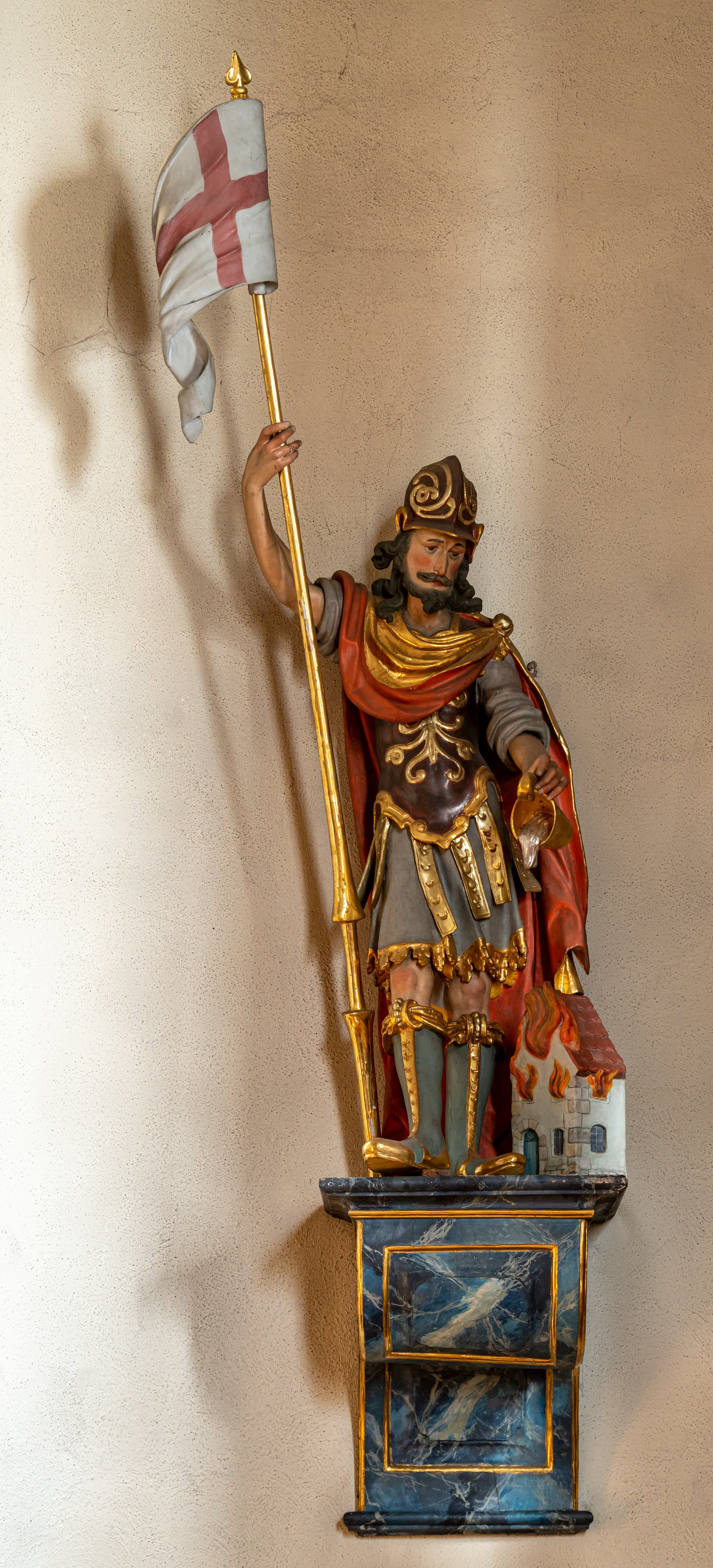
St. Florian
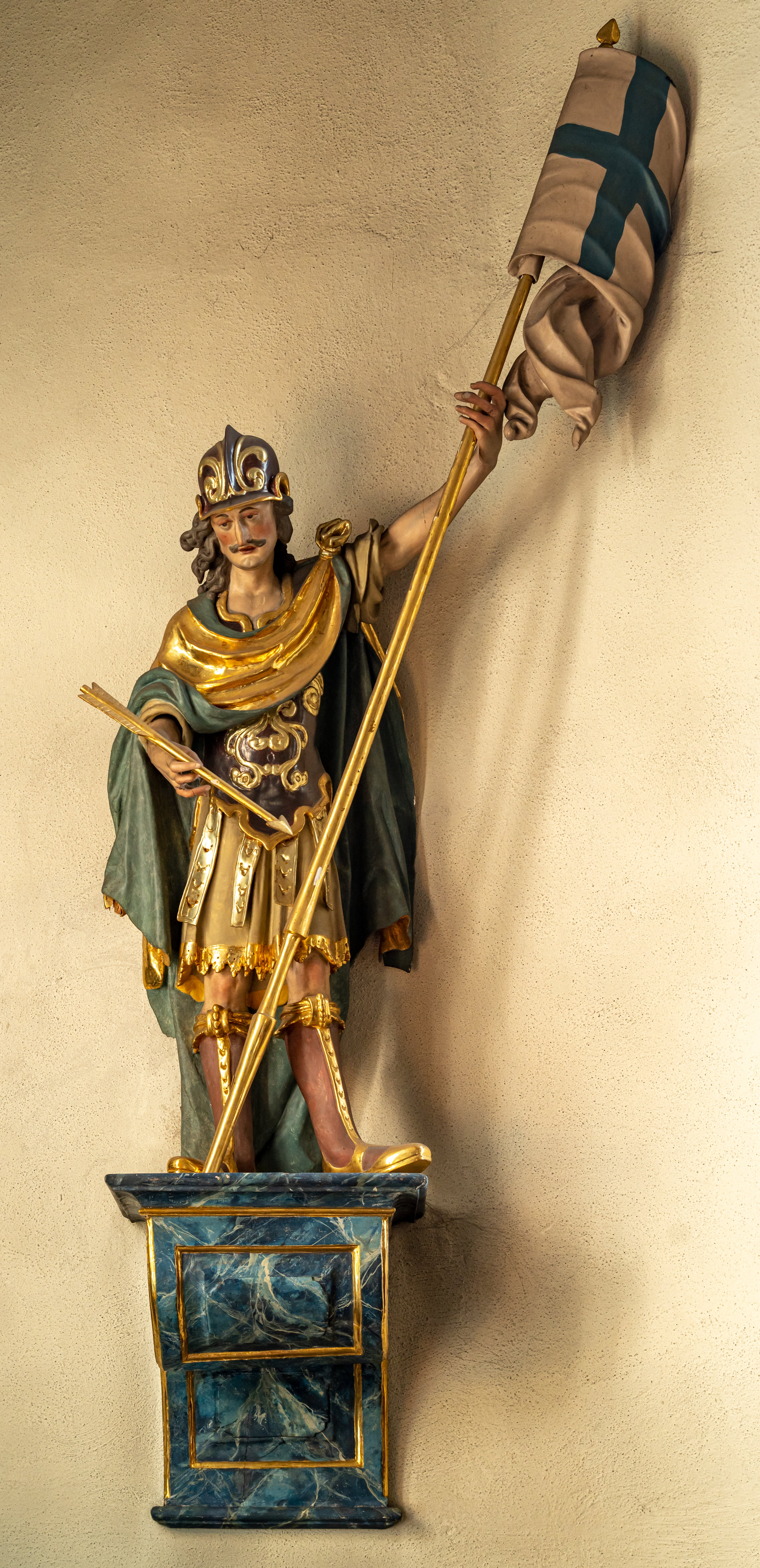
St. Sebastian
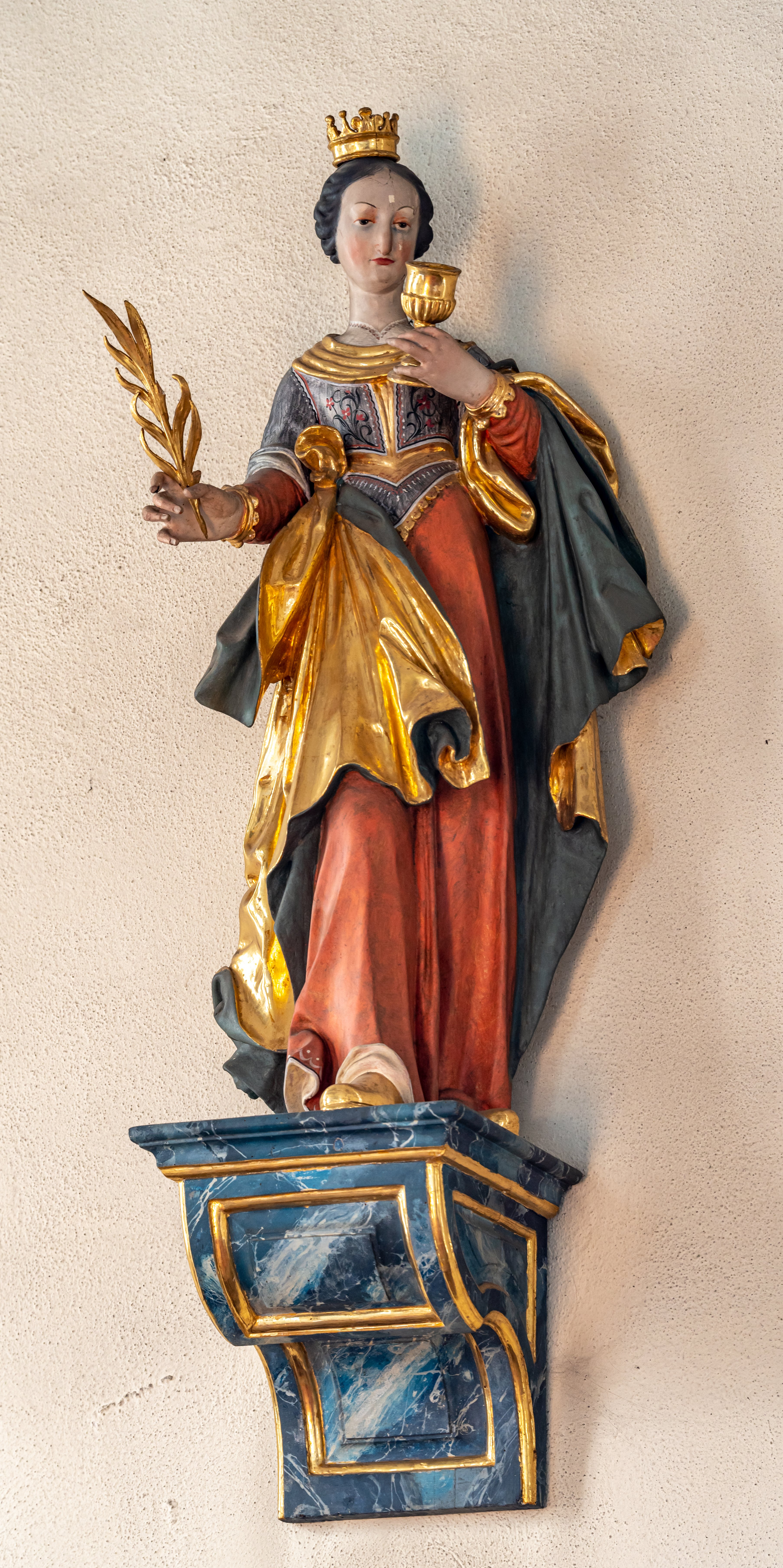
St. Barbara

Das Chorgestühl stammt aus der Zeit um 1760. Es hat Felder verschiedener Hölzer mit geschnitzten Aufsätzen, in denen in Intarsien das Wappen der Herren von Wessenberg-Ampringen dargestellt ist. Zwei Beichtstühle, denen die Aufsätze fehlen, sind aus dem 18. Jahrhundert, Aufsätze fehlen.
An der südlichen Langhauswand befindet sich eine Mondsichelmadonna mit Kind aus dem 17. Jahrhundert. Sie ist ebenso neu gefasst, wie ein lebensgroßes hölzernes Kruzifix aus dem 18./19. Jahrhundert an der nördlichen Langhauswand und ein Vortragskreuz aus dem 18. Jahrhundert an der Westwand. Im Langhaus wird ein Kreuzwegzyklus auf Holztafeln mit ornamental geschweiften Rändern aus der Mitte des 18. Jahrhunderts präsentiert.

## Herren von Wessenberg-Ampringen
In der Kirche gibt es mehrere Stiftungen der Herren von Wessenberg-Ampringen. Auf sie verweisen die Wappen im erwähnten Chorgestühl, in der Turmvorhalle drei Kindergrabsteine von 1512 (Frantz Christof), 1607 (Christofel) und 1626 (Maria Elisabetha), der Grabstein des Rupert Florian von Wessenberg (1687–1777) und an der Langhauswand neben dem linken Seitenaltar ein Epitaph seines Sohnes Philipp Carl von Wessenberg († 1794), zugeschrieben an Franz Anton Xaver Hauser. Seine Söhne waren Johann Philipp (Grabstein an der Nordwand des Chores) und Ignaz Heinrich von Wessenberg, der letzte Generalvikar und Bistumsverweser der Diözese Konstanz.

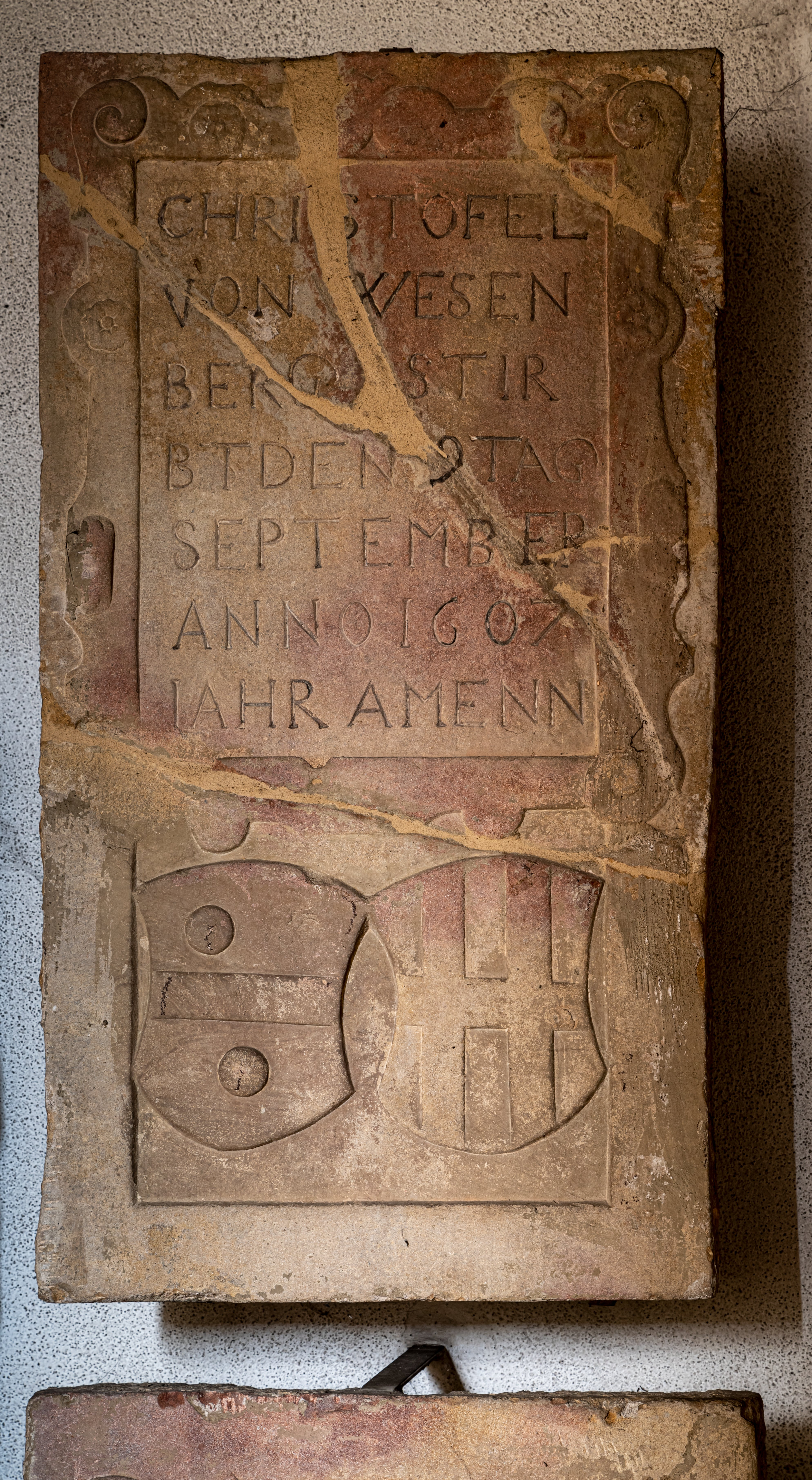
Christofel
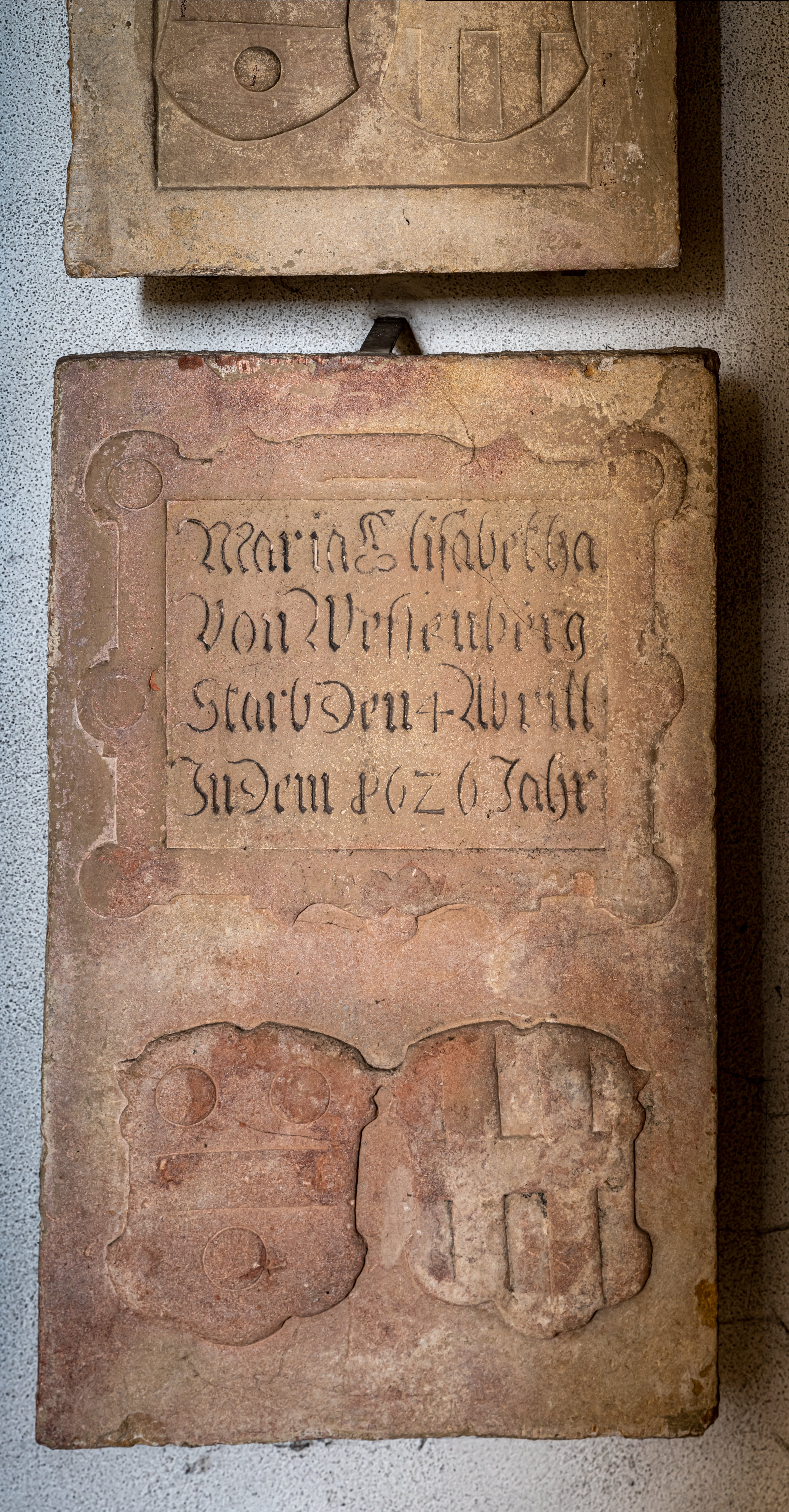
Maria Elisabetha
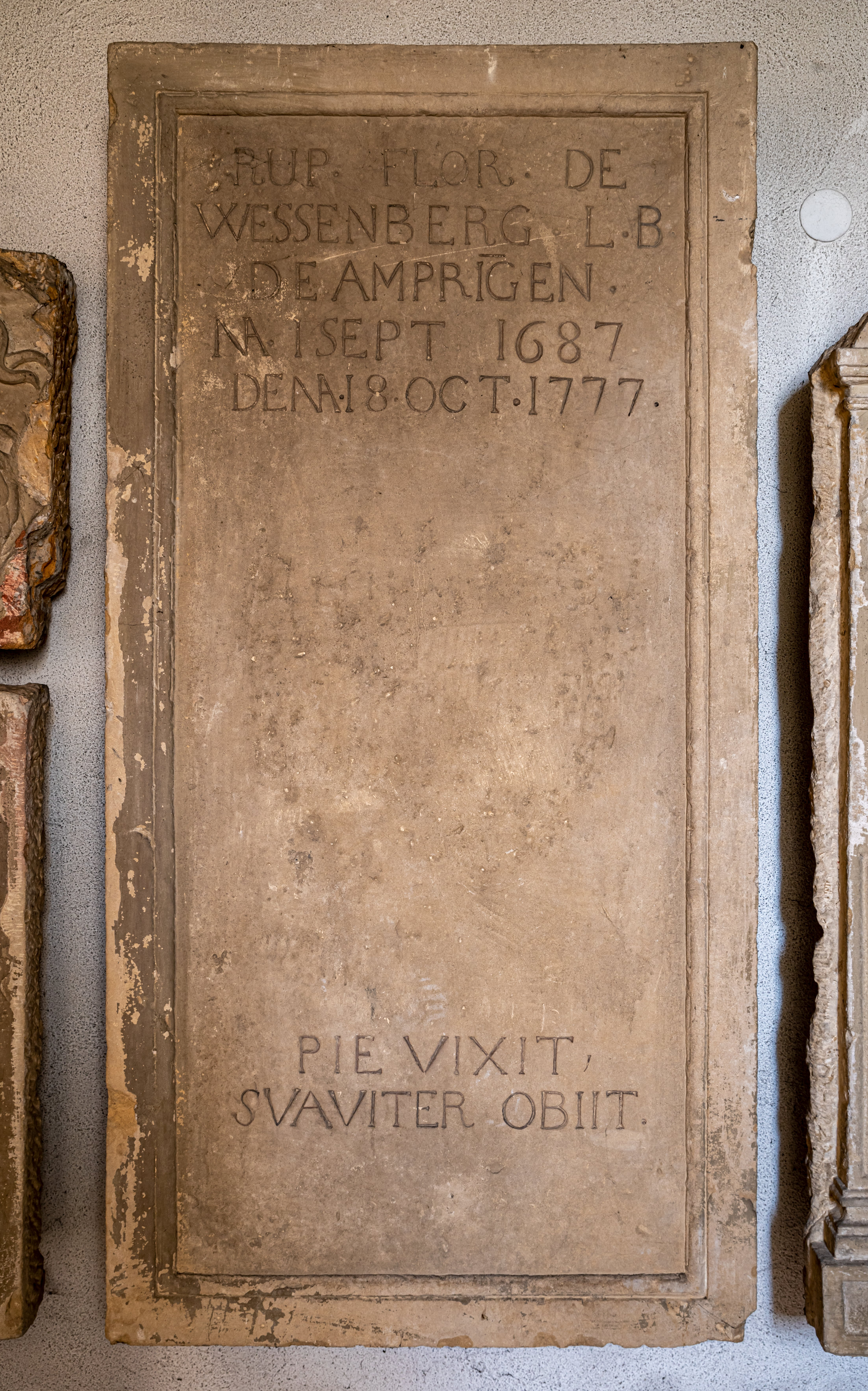
Rupert Florian
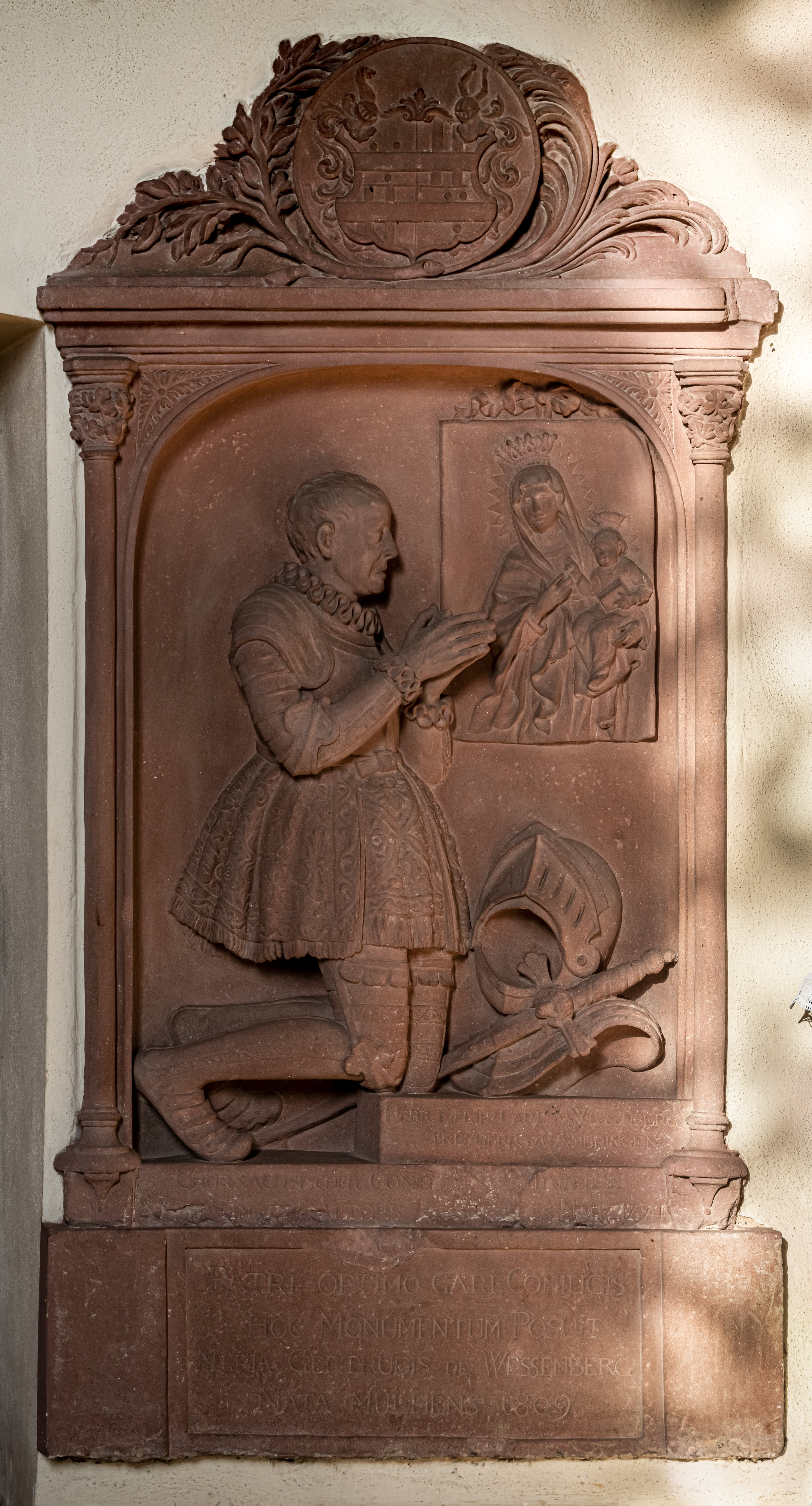
Philipp Carl
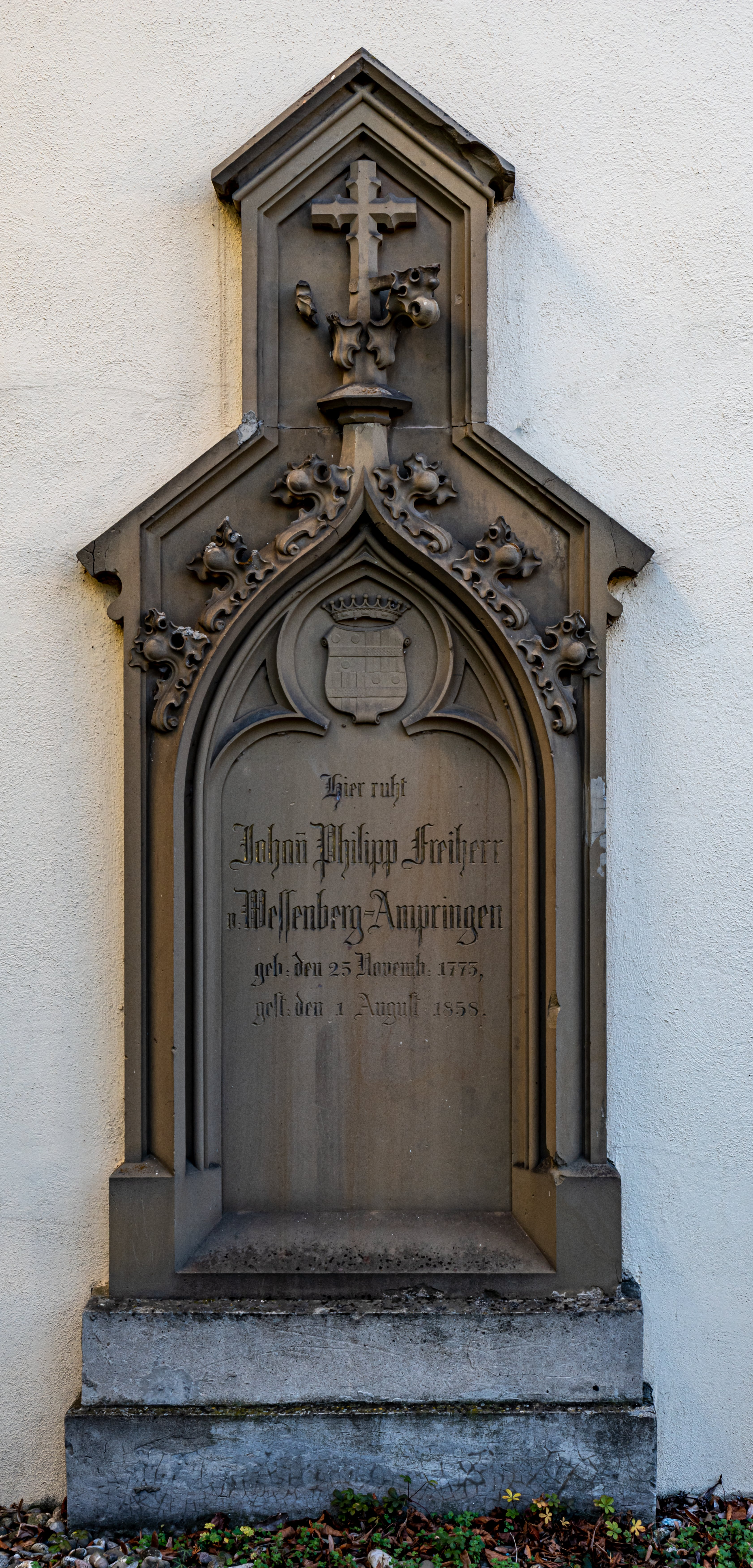
Johann Philipp

Der Kirchenfonds bewahrt ein silbernes Doppel-Ölgefäß von 1603 und ein weiteres Ölgefäß von 1604, gestiftet von Hans-Christoph von Wessenberg und seiner Frau Judith Reich von Reichenstein.

## Orgel
Die heutige Orgel befindet sich in einem historischen Gehäuse aus der Zeit um 1740 mit profilierten Gesimsen und durchbrochener Rankenornamentik. Es stammt von einer Orgel aus der Kirche St. Cyriak in Lehen. Die dortige Gemeinde hatte Nikolaus Schuble mit dem Bau einer neuen Orgel beauftragt und die alte deshalb verkauft. Sie wurde 1809 in Feldkirch aufgestellt, ebenfalls von Nikolaus Schuble. Das erhaltene Gehäuse dieser Orgel weist Spitztürme auf. Da diese Bauart in Südbaden sehr selten ist, nimmt Bernd Sulzmann an, es müsse von Johann Georg Fischer stammen, der sie angewendet hat. Waldkircher Orgelbau Jäger & Brommer, die die aktuelle Orgel 1998 renoviert haben, geben an, sie befinde sich „im historischen Ronzoni-Gehäuse aus dem 19. Jahrhundert“. Ambrosius Ronzoni (um 1730 Mailand–um 1800 Mähren) kam über die Schweiz und das Elsass an den Oberrhein, wo er im Zeitraum von 1767 bis 1793 arbeitete. Eine ihm zugeschriebene Orgel befindet sich in Feldkirch (Haut-Rhin). Jäger & Brommer unterliegen mit dem Verweis auf Ronzoni für diese Orgel daher wohl einer Verwechselung.

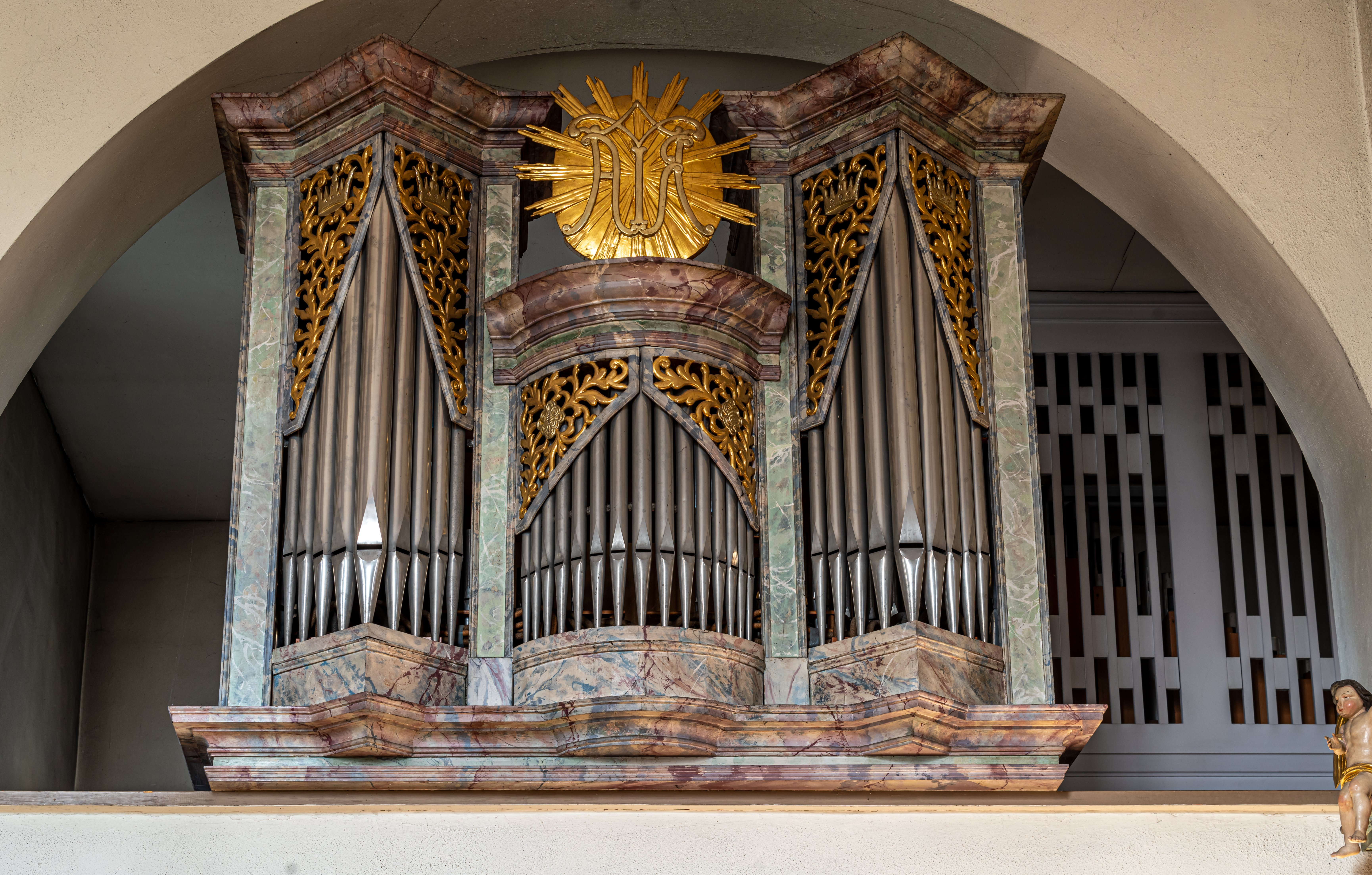
Orgel

1933 wurde in einem separaten Gehäuse hinter dem verbliebenen alten ein Neubau mit 13 Registern und einer Windabschwächung durch M. Welte & Söhne, Freiburg im Breisgau errichtet. 1961 nahm Gebr. Späth Orgelbau eine Erweiterung um zwei Register vor, die in das historische Gehäuse eingebaut wurden. Gleichzeitig wurde das ursprüngliche Register Dulciana durch eine Vox celeste ersetzt und das Werk erhielt einen gebrauchten, freistehenden Welte-Spieltisch aus einer anderen Kirche, der nun in Feldkirch neun blinde, funktionslose Registerzüge aufweist. 1998 erfolgte die erwähnte Renovierung der Orgel durch die Waldkircher Orgelbau Jäger & Brommer.
Das Orgelwerk verfügt über eine elektropneumatische Spiel- und Registertraktur, ein Taschenladen-Abwindsystem und eine Windabschwächung vom 14. für das 16. Register.
| I Hauptwerk C–g3 |               |       |
| 1.               | Prinzipal     | 8′    |
| 2.               | Flöte         | 8′    |
| 3.               | Prinzipal     | 4′    |
| 4.               | Gemshorn      | 4′    |
| 5.               | Oktave        | 2′    |
| 6.               | Mixtur III–IV | 2 ⁄3′ |

| II. Manualwerk C–g3 |              |        |
| 7.                  | Gedackt      | 8′     |
| 8.                  | Salicional   | 8′     |
| 9.                  | Vox Celeste  | 8′     |
| 10.                 | Traversflöte | 4′     |
| 11.                 | Quinte       | 2 ⁄3′  |
| 12.                 | Waldflöte    | 2′     |
| 13.                 | Terz         | 1 3⁄5′ |

| Pedal C–f1 |           |     |
| 14.        | Subbass   | 16′ |
| 15.        | Zartbass  | 16′ |
| 16.        | Oktavbass | 8′  |

- Koppeln: II/I, Super II/I, I/P

## Beinhaus

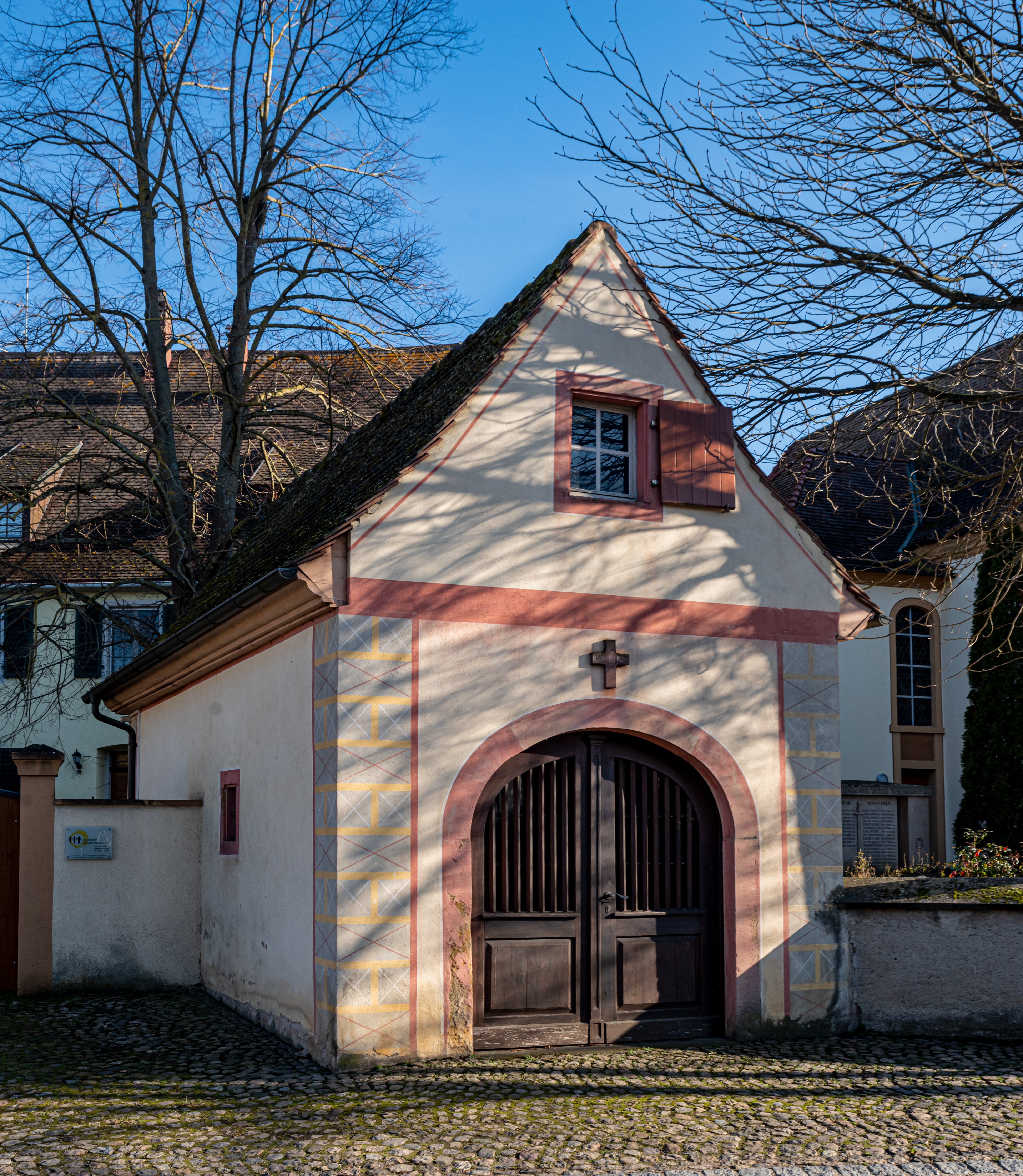
Maximilian-Kolbe-Kapelle

Unmittelbar neben der Kirche, am Rande des ehemaligen Friedhofs, steht das 1600 erbaute und bis 1848 genutzte Beinhaus, das anschließend lange Zeit als Spritzenhaus diente. Nachdem man die Bedeutung des baufälligen Gebäudes wiedererkannt hatte, wurde es auf Betreiben des Pfarrers Ferdinand Maurath renoviert und 1985 als Kapelle Maximilian Kolbe geweiht. An der Außenwand findet sich eine Grabplatte mit der Ritzzeichnung einer Kreuzigungsgruppe, vor der ein Priester kniet. Die Umschrift erinnert an den Priester Blasius Bechtold (1579–1604).

## Ottilienkapelle

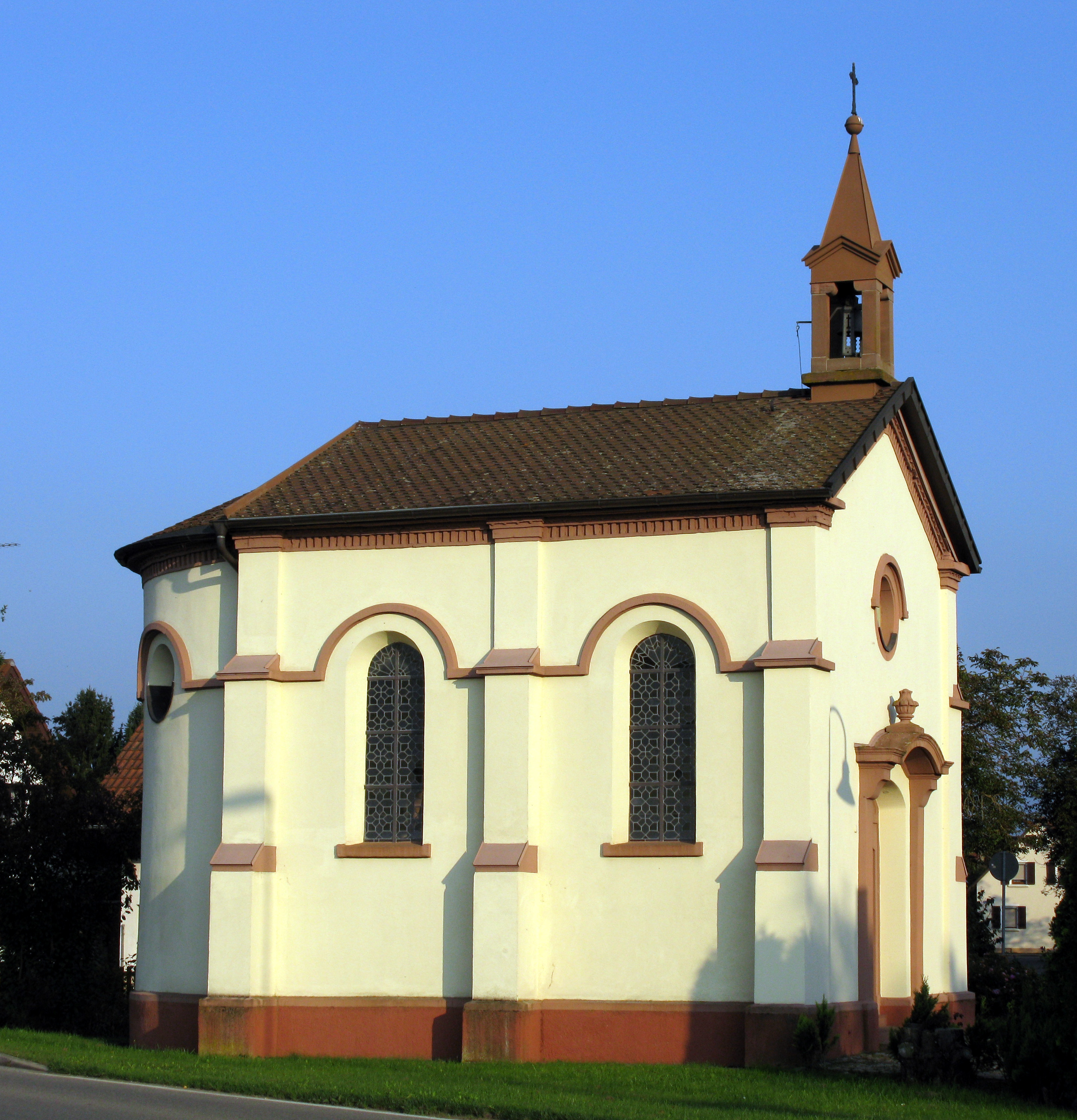
Ottilienkapelle

Am westlichen Rand des Ortes steht eine 1863 errichtete, der heiligen Ottilie gewidmete Kapelle, zu der Wallfahrten führten. Auf dem Vorplatz sind ein Wegekreuz mit einem Relief der Heiligen aus Gusseisen und ein etwa einen Meter hoher Stein in Form eines alten Grenzsteins zu sehen, in dem sich eine Vertiefung befindet. Der Legende nach soll Ottilie sich auf ihrer Flucht vom Elsass nach Freiburg darauf ausgeruht haben. 1999 wurde die lange Zeit geschlossene Kapelle renoviert, die heute auch als Friedhofskapelle genutzt wird. 
Das Altarbild zeigt Ottilie mit ihren Attributen, einem Kelch und einer Bibel mit zwei Augen in Händen. Auf beiden Seiten des Chorbogens stehen Statuen des Franz von Assisi und der heiligen Elisabeth von Thüringen. An den Seitenwänden ist ein Kreuzweg angebracht. An der Rückwand befindet sich eine Gedenktafel für die Gefallenen und Vermissten der Gemeinde Feldkirch aus dem Zweiten Weltkrieg. Im Dachreiter über der Eingangsfassade hängt eine kleine, nur von Hand zu läutende Glocke mit dem Schlagton e″.